# Petúnie zahradní

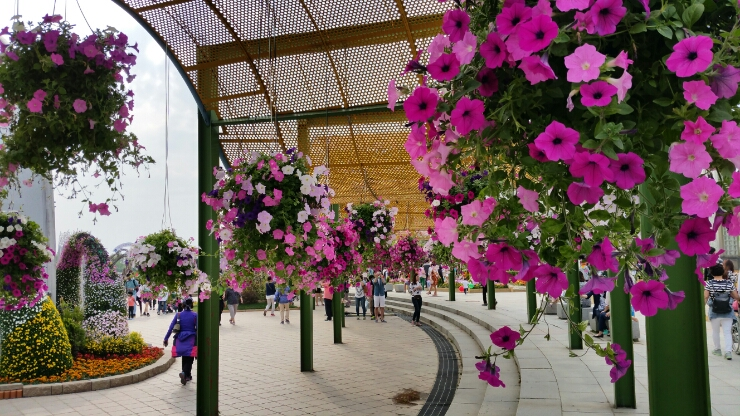
Výzdoba s petúniemi

Petúnie zahradní (Petunia × atkinsiana) je jednoletá okrasná rostlina pěstována pro nálevkovité, i přes 5 cm velké různobarvé květy rozkvétající v letním období.
Je to hybrid vzniklý v 19. století křížením dvou původních jihoamerických druhů Petunia axillaris a Petunia integrifolia. Oba rostou v oblastech na styku jihu Brazílie a severu Argentiny s územími Paraguaye a Uruguaye. Pro své nápadné květy, snadné množení a poměrně malou náročnost při pěstování byl rozšířen do mnoha zemí. V České republice tento druh výjimečně zplaňuje a krátkodobě se dostává do volné přírody, zimní středoevropské klima však dlouhodobě nepřežije.

## Popis
Jednoletá bylina s přímými, poléhavými i převislými lodyhami, které bývají větvené a dorůstají do výšky 50 až 80 cm. Jsou porostlé listy s krátkými řapíky nebo přisedlými, které mají čepele velké 40 až 90 × 15 až 25 mm, eliptické i vejčité a na konci tupé nebo špičaté. Lodyhy i listy bývají porostlé různě dlouhými chlupy.
Oboupohlavné, pětičetné květy na stopkách vyrůstají jednotlivě z úžlabí listenů. Kalich mají zvonkovitý a hluboce dělený, jeho cípy bývají kopinaté až čárkovité. Koruna bývá zbarvena bíle, krémově, žlutě, růžové, fialově, červeně nebo je různobarvá, je široce nálevkovitá a mívá v průměru 3 až 8 cm. Korunní trubka je válcovitá nebo se nahoře se rozšiřuje, nestejně velké plátky jsou široké, někdy zvlněné a na vrcholu zaokrouhlené nebo mělce laločnaté. V květu je pět tyčinek s nitkami srostlými (2+2+1) s dolní části korunní trubky. Nesou žluté, modré nebo fialové prašníky, jedna tyčinka je kratší a neplodná. Vejčitý semeník je dvoudílný a má čnělku s laločnatou bliznou.
Plod je hnědá, stopkatá, vejčitá tobolka asi 12 mm dlouhá a 8 mm široká. Otvírá se dvěma chlopněmi, obsahuje četná kulovitá, hnědá semena velká asi 0,5 mm. Ploidie petúnie zahradní je 2n = 14.

## Použití
Petúnie zahradní se pěstuje jako květem ozdobná letnička, která se používá pro zkrášlení oken, balkónů, teras a různých veřejných prostranství. Vysazuje se do okrasných květinových nádob i do půdy na záhonech. Stále se šlechtí velké množství nových a nových kultivarů odlišující se vzrůstem, délkou převislých výhonů, velikosti, barvou i tvarem květů které mohou být jednoduché nebo plné, hladké, zvlněné, jednobarevné, dvoubarevné různě skvrnité nebo s odlišným ústím a žilnatinou a pod. Některé jsou zase odolné proti větrnému i deštivému počasí.
Mnohé kultivary se každoročně množí semeny vysévanými do skleníků brzy z jara, ty vzácnější se pro zachování vlastností rozmnožují pouze vegetativně. Vysazují se do kypré, propustné půdy bohatě zásobené živinami a humusem. Do venkovního prostředí se sází poměrně pozdě, rostliny nesnáší jarní chlad a vlhko, křehké květy mohou být též poškozovány silným větrem a deštěm.
V posledním období se vžilo pro určité petúnie pojmenování "surfinie". Jméno vzniklo jako chráněný název výpěstků japonské firmy SUNTORY pro poměrně jednoduše vegetativně množené převislé petúnie. Postupně jméno zevšeobecnělo i pro ostatní převislé kultivary.

## Galerie

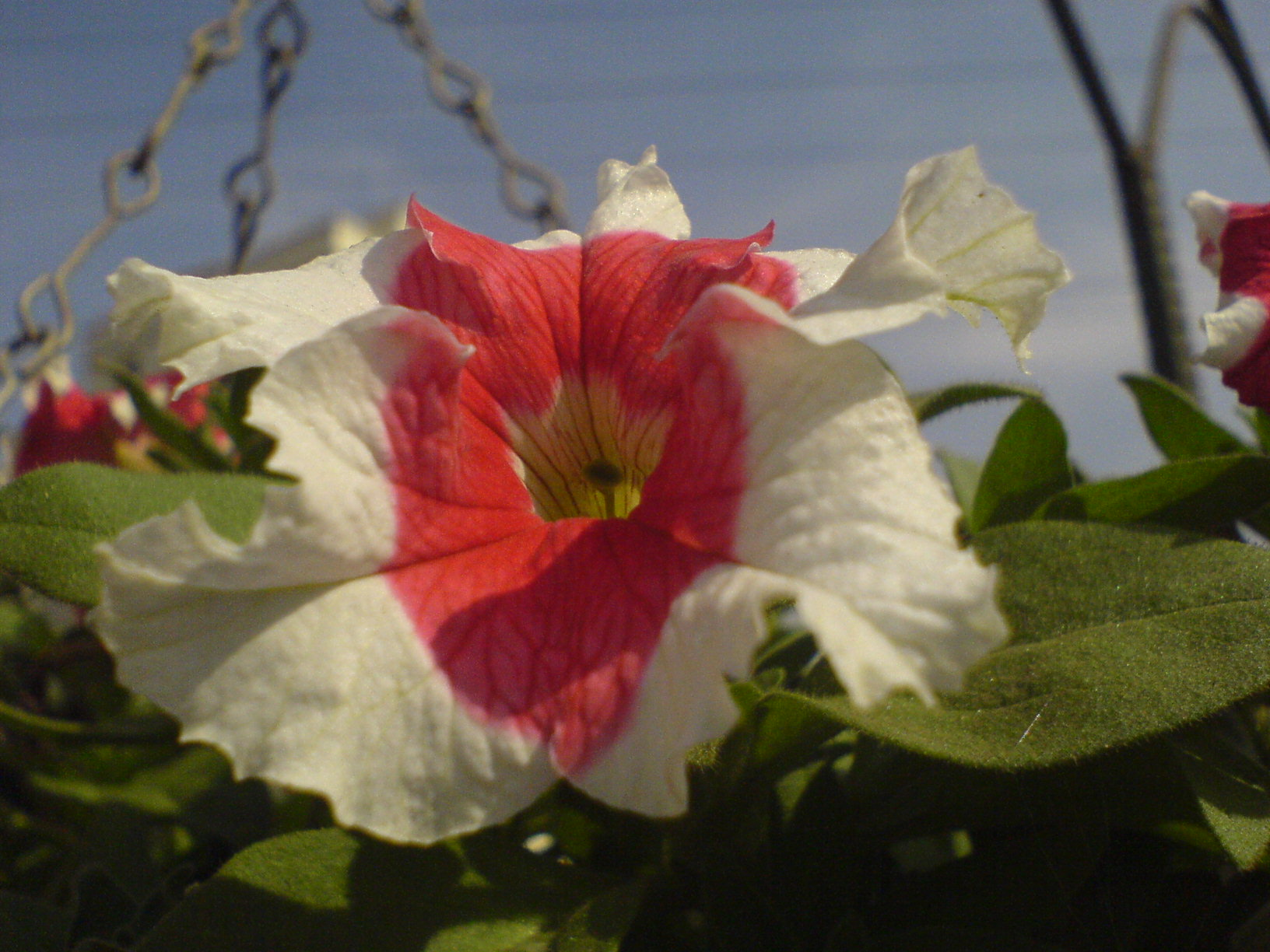
Dvoubarvý květ
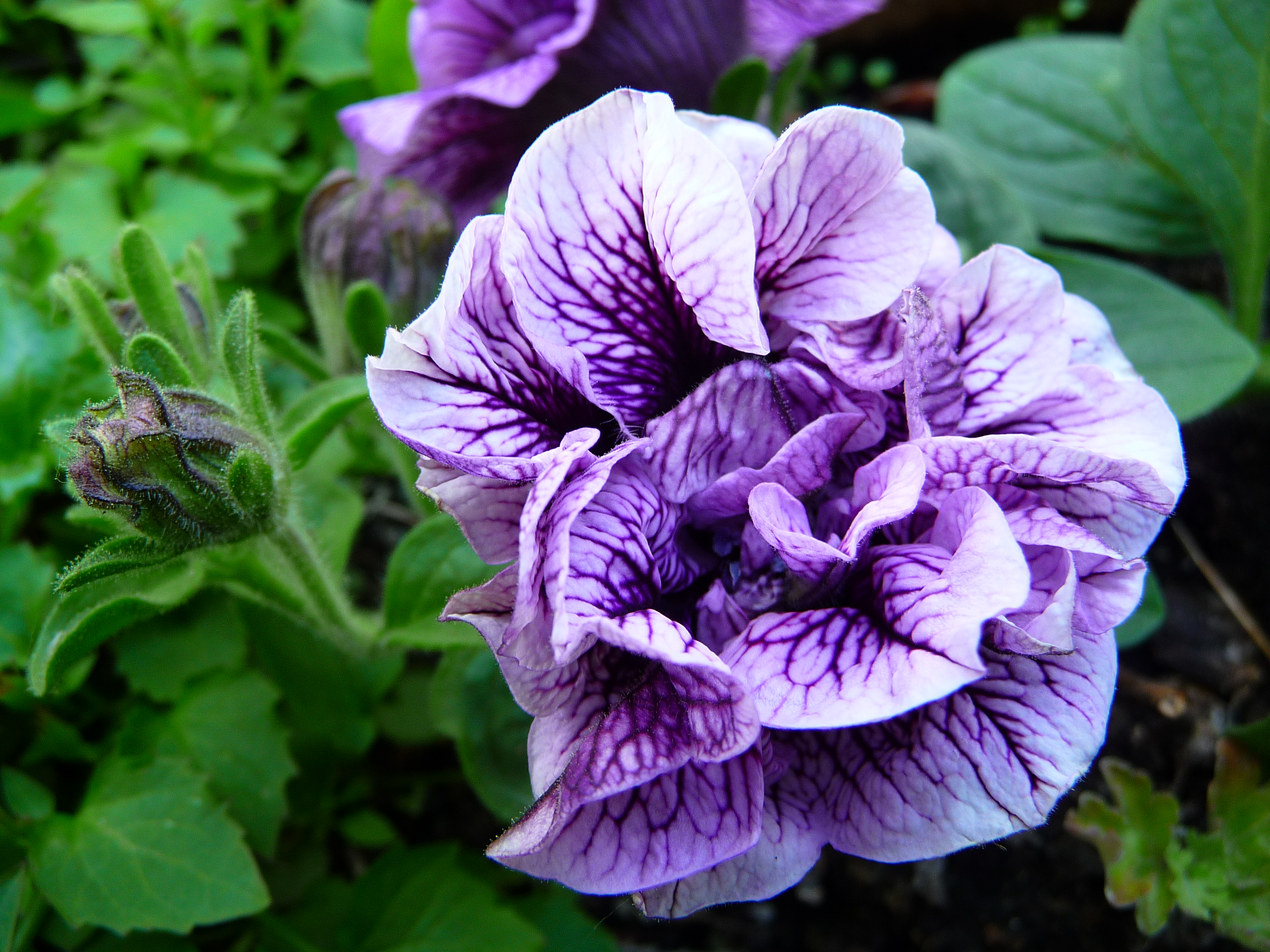
Plný květ
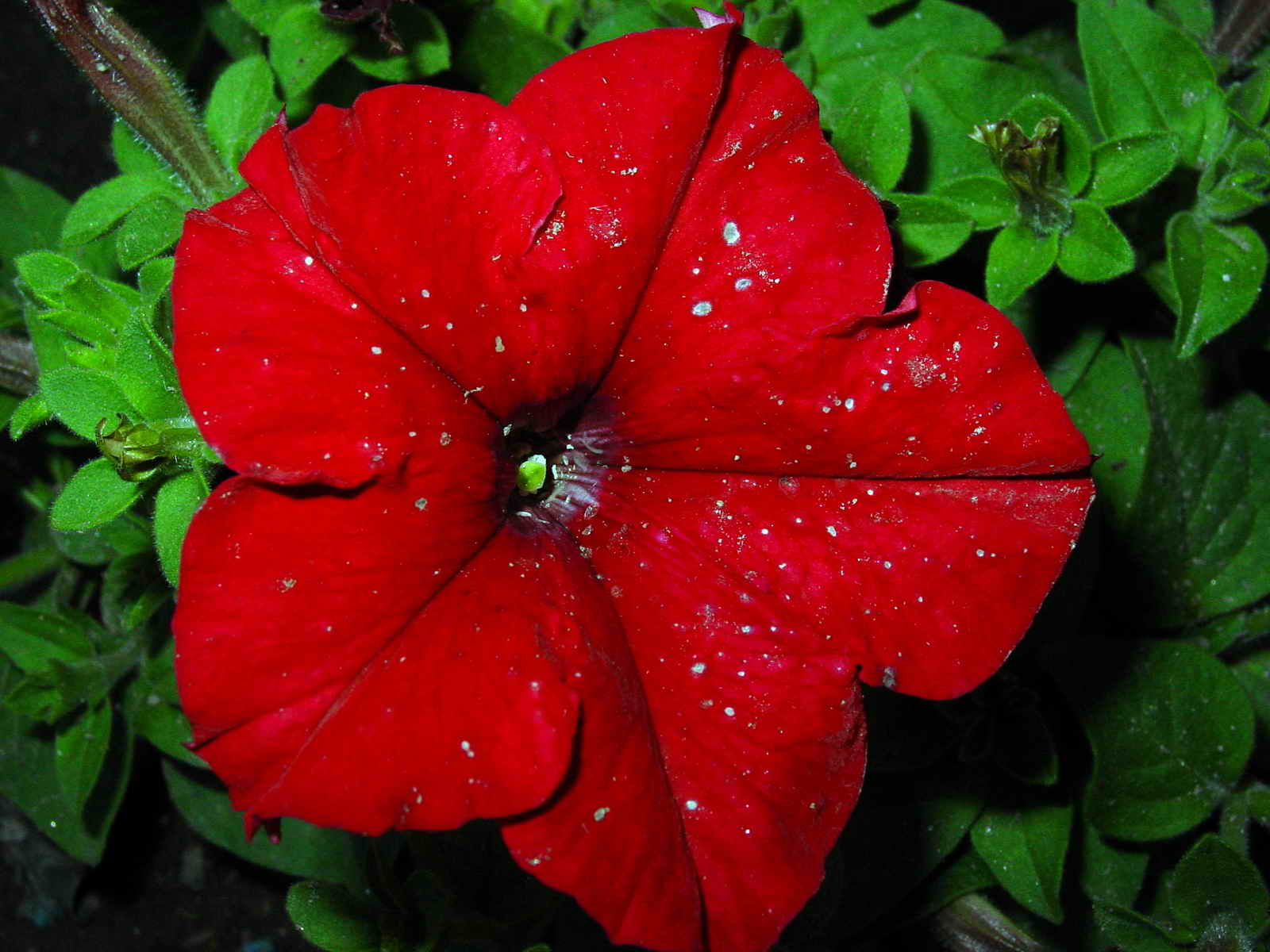
Jednobarvý květ
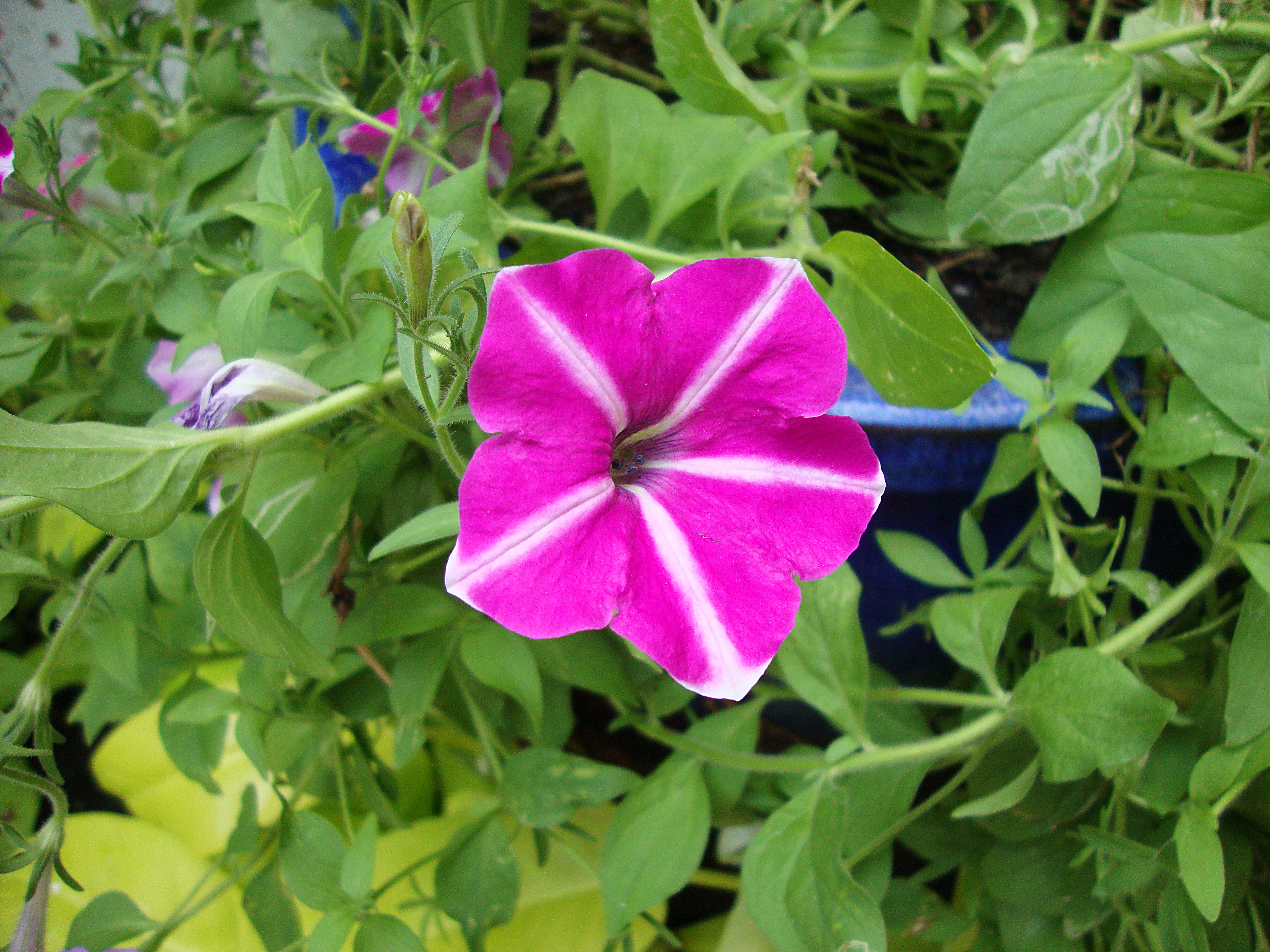
Odlišná žilnatina